# Carta de Atenas

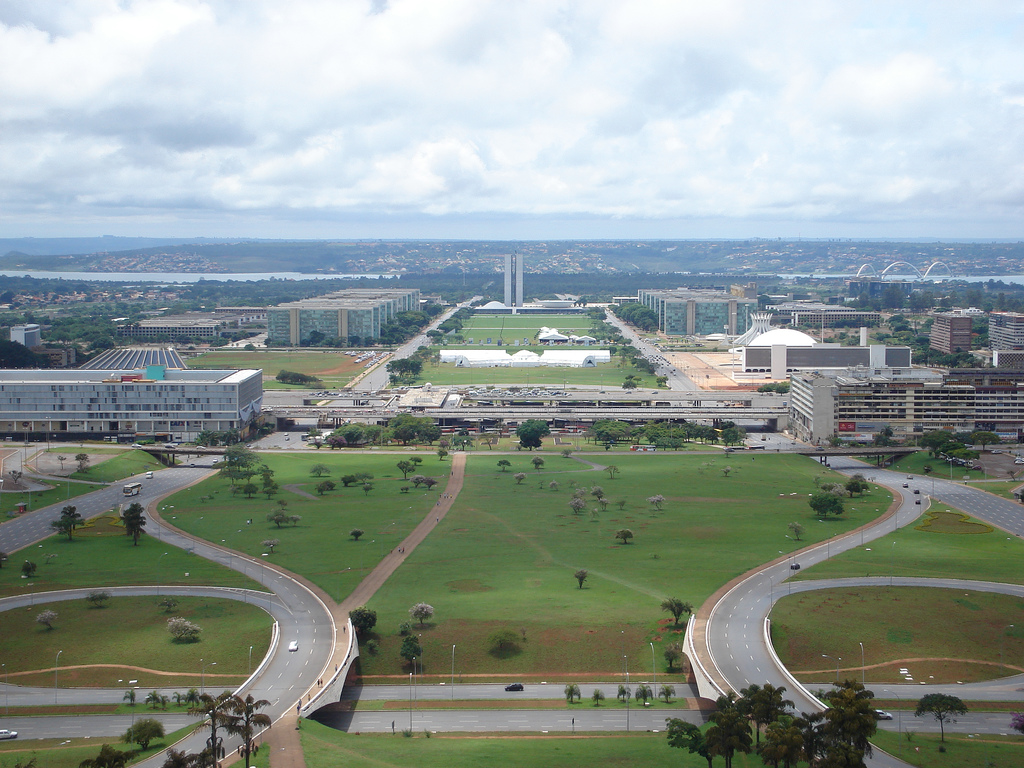
Brasilia, cuyo urbanismo fue influido por la Carta de Atenas

La Carta de Atenas es un manifiesto urbanístico ideado en el IV Congreso Internacional de Arquitectura Moderna (CIAM) celebrado a bordo del Patris II en el año 1933 durante la ruta Marsella-Atenas-Marsella (debido a unos problemas con unos organizadores soviéticos no se celebró en Moscú, tal y como se había previsto), y publicado en 1942 por Le Corbusier y Jeanne de Villeneuve. 

## Contenido del manifiesto
La Carta de Atenas ha solicitado en materia de habitación:
- Que los barrios ocupen vivienda en lo sucesivo, en el espacio urbano, en los mejores emplazamientos, aprovechando la topografía, tomando en cuenta el clima, la luz solar y las áreas verdes que sean posibles.
- Que la elección de las zonas de vivienda venga dictada por razones higiénicas.
- Que se impongan densidades razonables, según las formas de vivienda impuestas por la naturaleza misma del terreno.
- Que se prohíba la alineación de las viviendas a lo largo de las vías de comunicación.
- Que se tomen en cuenta los recursos de la técnica moderna para levantar construcciones altas y que, construidas a gran distancia unas de otras, liberen el suelo en favor de grandes áreas verdes.

La Carta de Atenas apuesta por una separación funcional de los lugares de residencia, ocio y trabajo poniendo en entredicho el carácter y la densidad de la ciudad tradicional. En este tratado se propone la colocación de los edificios en amplias zonas verdes poco densas. Los artículos de la Carta están acompañados por explicaciones redactadas por Le Corbusier y por Jeanne de Villeneuve, baronesa de Aubigny.
Estos preceptos tuvieron una gran influencia en el desarrollo de las ciudades europeas tras la Segunda Guerra Mundial y en el diseño de Brasilia.
Las ideas originales de la Carta de Atenas están fuertemente influenciadas por la exposición de Cornelis van Esteren "La idea de la ciudad funcional" de 1928. 
El manifiesto ha sido muy criticado por la simplificación de algunos de sus contenidos.

## Ciudad
Se apostó por la zonificación de la ciudad en función de los usos y necesidades de la sociedad moderna, que quedaron listados así:
- Habitar
- Circular
- Trabajar
- Recrear (el cuerpo y el espíritu: salud, educación, esparcimiento, etc.)

## Vivienda
Las conclusiones fundamentales de la vivienda fueron:
- La vivienda debe tener primacía sobre el resto de usos.
- En la situación de la residencia se buscará la higiene.
- La relación vivienda/superficie la determinan las características del terreno en función del asoleamiento.
- Se debe prohibir la disposición de viviendas a lo largo de vías de comunicación.
- La solución son las viviendas en altura situadas a una distancia entre ellas que permite la construcción de grandes superficies verdes (tapiz verde).